# Lee Baxandall
Lee Raymond Baxandall, född 26 januari 1935 i Oshkosh, Wisconsin, död där 28 november 2008, var en amerikansk författare, översättare, redaktör och aktivist. Han var först känd som aktiv vänsterdebattör med inriktning på kulturfrågor, men blev senare en engagerad aktivist för en marxistiskt grundad syn på frihet, body acceptance och naturism.

## Biografi
Baxandall växte upp i Oshkosh, Wisconsin. Han gick på ortens High School och var aktiv i scoutrörelsen. Åren 1953 till 1958 studerade han vid University of Wisconsin för en B.A. (1957) och M.A. (1958) i engelsk litteratur, senare jämförande litteratur på doktorandnivå. 
Han blev tidigt en av två redaktörer för Studies on the Left, en ny intellektuellt orienterad tidskrift för den nya vänstern som verkade för frihetlig socialism. Han gjorde en studieresa till Kuba 1960, och träffade Che Guevara. Från 1962 bodde han i New York och verkade i vänsterkretsar som dramatiker, essäist och kritiker. Han etablerade tidskrifter som The Drama Review, Partisan Review, The Village Voice, Journal of Aesthetics, Art Criticism och Science and Society.
År 1962 gifte han sig med Rosalyn Fraad, en tidig aktivist för women's liberation. De reste runt i Europa en tid, Tyskland, Ungern och Polen, vilket för dem klargjorde behovet av en ny frihetlig vänster. De var båda aktiva i den rörelse som ville stoppa Vietnamkriget. År 1967 fick de sonen Phineas.
Under 1960- och 1970-talet intresserade sig Baxandall främst för sambandet mellan kultur, särskilt teatern, och vänsterradikalism. Han översatte dramatik av Peter Weiss och Bertolt Brecht. Han redigerade en skrift med texter av psykologen Wilhelm Reich, sammanställde en bibliografi om Marxism och estetik och skrev otaliga essäer om kända författare, såsom Bertolt Brecht och Franz Kafka. År 1965 undervisade han på Free University of New York om ”Marxist approaches to the Avant-Garde Arts.” Men han skrev också dramatik, såsom Hiroshima Requiem med musik av Leonard Lehrman, monologen Potsy och år 1967 pjäsen Claws of the Eagle − Claws of the Jaguar. Efter hans fars död 1970 återvände har till sin hemstad och övertog Baxandall Company, ett förlag för läromedel. År 1973 redigerade han en samling med texter av Karl Marx och Friedrich Engels om konst och litteratur.  
Han hade tillbringat sina somrar på 1960- och 1970-talen tillsammans med sin fru och son på Cape Cod. Han uppskattade den då nya fria hållningen till ”skinny-dipping” på stränderna vid Long Neck och Brush Hollow – en del av 68-rörelsen. Men när de lokala myndigheterna i Cape Cod beslutade att stänga stränderna för nakenbad förändrades hans liv helt. Han fick en ny livsuppgift: ”The neosocialist former Eagle scout channeled his revolutionary zeal into something more concrete than liberation theory; he wanted to skinny-dip, and to continue to do that, he’d have to fight the powers that be”. Han grundade ”the Free Beach Committe”, samlade underskrifter, skrev inlagor, talade med makthavare och stämde myndigheterna. Men förlorade. År 1974 reste han till västkusten i USA för att där träffa grundarna av ”the free beach movement”, Eugene Callen och Cec Cinder, de skapade Beachfront USA. År 1978 började han publicera Free Beaches magazine och byggde upp ”the Free Beaches Documentation Center”, där han samlade information från hela världen om ”nude beaches”. Samma år separerade han från sin hustru. 
År 1980 grundade han The Naturist Society (TNS) och han började 1981 ge ut tidskriften Clothed with the Sun (från 1989 med namnet Nude and Natural Magazine). Samma år publicerade han Lee Baxandall's World Guide to Nude Beaches & Recreation, en guidebok i färg som beskrev platser över hela världen där man kunde vara naken. Han lyckades få boken distribuerad via de större försäljningskanalerna och boken uppdaterades flera gånger, senast 1996. Efter hans förslag grundades Gay Naturists International 1983. 
År 1992 gifte han sig med Johanna Moore, som hade varit hans kompanjon sedan lång tid. De såg båda naturismen som vägen till frigörelse, jämställdhet och verklig frihet. Den kunde skapa ”body acceptance”, en positiv självbild, och bryta den alienation och det förtryck som stod i vägen för förverkligandet av människans möjligheter. Några av hans ord som ibland citeras är:
- Body Acceptance is the idea, Nude Recreation is the way.
- Every civilized nation has nude beaches. That's a mark of a civilized nation.

För att säkra detta grundade han 1990 en Naturist Action Committee och finansierade en professionell lobbyist för att få ”the movement's viewpoint heard in state legislatures and Congress”. Han grundade 1993 också Naturist Education Foundation, med syftet att öka medvetenhet om, och acceptans för, naturism och ”body acceptance” i Nordamerika”.
År 1995 fick han diagnosen Parkinsons sjukdom och drog sig tillbaka från offentligheten. Han avled 2008.